# Marco Maria Olivetti
Marco Maria Olivetti (Roma, 24 maggio 1943 – Roma, 28 ottobre 2006) è stato un filosofo e storico della filosofia italiano.
È stato dal 1979 fino alla morte professore ordinario, presso l'Università di Roma La Sapienza, di Filosofia della religione, e poi preside della Facoltà di filosofia.

## Formazione e orientamento
Formatosi nella Facoltà di Filosofia di Roma negli anni sessanta, confrontandosi con i temi del rapporto fede e ragione nell'ambito di un collegio di docenti orientato sul versante marxista, storicista, postidealista, trovò in Enrico Castelli Gattinara di Zubiena il suo maestro. Con lui iniziò una collaborazione intellettuale che lo portò a studiare i temi della filosofia della religione, partecipando ai colloqui romani inaugurati dal filosofo piemontese, dapprima come segretario e poi, dopo la morte di Castelli come organizzatore. Dopo iniziali studi di estetica religiosa e di filosofia classica tedesca, si dedicò alla ricerca di un approccio neotrascendentale al tema della religione, insegnando filosofia morale a Bari e poi sostitundo Castelli nella cattedra romana di filosofia della religione. Giunse negli anni ottanta, dopo l'incontro decisivo col pensiero di Emmanuel Lévinas, ad elaborare una concezione di questa disciplina come antropologia filosofica e etica in quanto «filosofia prima anzi anteriore» (Analogia del Soggetto, «Prefazione», p. VII) , su base storica, nata dalla dissoluzione in età tardo settecentesca, soprattutto ad opera di Immanuel Kant e di Hegel, della onto-teologia. Molta rilevanza aveva nel suo insegnamento lo studio dei classici tedeschi, in chiave storica, e da ultimo il confronto sia con la fenomenologia francese, specie con Emmanuel Lévinas e Jean-Luc Marion,sia con la filosofia analitica.

## Analogia del soggetto
In Analogia del soggetto (1992), la sua opera maggiore, l'autore elabora una teoria analogica del soggetto, riprendendo suggestioni di Edmund Husserl, Karl-Otto Apel ed Emmanuel Lévinas, confrontandosi nell'ultimo capitolo con Martin Heidegger e suggerendo una teoria dell'"umanesimo dell'altro uomo" (cfr. Considerazioni introduttive... cit., infra, p. 231) su base staurologica ed etico-interinale («espropriarsi del caritatevole nell'interim interlocutivo»  - ibidem).
(Analogia del Soggetto, «Prefazione», p. VII)
Di seguito l'autore prospetta un ripensamento del soggetto trascendentale, con un differimento dell'ergo rispetto al cogito cartesiano, partendo dal loquor, ovvero «dall'origine analogica di ogni logica», in modo da scomporre la presenza trascendentale in sum-prae-es-abest. Si perverrebbe così, in questo testo, all'abbozzo di un «ripensamento dell'appercezione trascendentale» (ibidem), in modo tale da reimmettere il pensiero rappresentativo nella «giusta traccia della rappresentazione» (ibidem).

## Attività accademica e influenza
Direttore dell'Istituto degli Studi Filosofici Enrico Castelli e poi dell'"Archivio di Filosofia", si fece promotore di colloqui e convegni nei quali conveniva, a Roma, ogni due anni, nei primi giorni di gennaio, l'élite della filosofia della religione europea e mondiale (Paul Ricœur, Jean-Luc Marion, Vittorio Mathieu, Sergio Quinzio, Virgilio Melchiorre, Emmanuel Lévinas, Luigi Lombardi Vallauri, Bruno Forte, Bernard Casper, Ingolf Dalferth, Jean Greisch, Philippe Capelle, Jean François Courtine, Emmanuel Falque, Piergiorgio Grassi, Paul Gilbert S.J. Stéphane Mosès, Paul Mendes-Flor, Pietro Prini, Adriaan Peperzak, Richard Swinburne, Gabriel Vahanian, Marcel Hénaff, Vincenzo Vitiello, Xavier Tilliette, Michel Henry, James Taylor, tra gli altri). Nelle sue prolusioni e nei suoi contributi introduttivi si prospettava lo sfondo su cui si sarebbero esercitati i contributi e le discussioni del Colloquio, di seguito pubblicati in numeri monografici della Rivista "Archivio di Filosofia". I temi trattati erano spesso centrali nell'elaborazione di una filosofia della religione come filosofia tout court e abbracciavano, negli anni ottanta e novanta del Novecento, temi centrali come "Teodicea oggi?", l'argomento ontologico, l'Intersoggettività, il Dono, la Filosofia della Rivelazione,il Sacrificio, il Terzo. La sua personalità riservata entro l'ambito strettamente scientifico e il rigore speculativo dei suoi scritti non ne hanno favorito una conoscenza pubblica al di là dei circuiti accademici, e il suo insegnamento ha lasciato una traccia significativa costituendo una vera e propria scuola di filosofia della religione.

## Opere
La sua produzione scientifica vanta oltre 250 pubblicazioni di materia filosofica nonché giuridica.
Tra queste in  particolare:
- Il tempio simbolo cosmico, Cedam, Padova 1967.
- L'esito teologico della filosofia del linguaggio in Jacobi, Cedam, Padova 1970.
- La philosophie de la religion et le développement de la philsophie italienne, “Les Études philosophiques”, 1971, pp.193–208.
- Filosofia della religione come problema storico, Cedam, Padova 1974.
- Da Leibniz a Bayle: alle radici degli Spinozabriefe, “Archivio di filosofia”, 46 (1978) n. 1, pp.147–199.
- Analogia del soggetto, Laterza, Roma-Bari 1992.
- "Filosofia della religione" in La filosofia, Le filosofie speciali, Utet, Torino 1995.
- Avant-propos, in Le Tiers, Archivio di Filosofia– Archives of Philosophy, 2006, n. 1-3.
- Considerazioni introduttive sul tema: Postmodernità senza Dio?, in «Humanitas» [Postmodernità senza Dio?, a.c. di F. P. Ciglia e P. De Vitiis] 62 (2/2007) pp. 230–233.

Traduzioni e curatele:
- Kant I., La religione entro i limiti della sola ragione, a cura di M.M. Olivetti, Roma-Bari, Laterza (Introduzione del Curatore).
- La religione nei limiti della sola ragione, con introduzione a cura di M.M.O, I.Kant, Laterza, Roma-Bari 1980.
- Saggio di una critica di ogni rivelazione, con introduzione a cura di M.M.O, J.G. Fichte, Laterza, Roma-Bari 1998.